# Sachverständigenkommission Alterssicherungssysteme
Die Sachverständigenkommission Alterssicherungssysteme wurde mit Beschluss der Bundesregierung vom 10. Juni 1981 gebildet. Sie hatte den Auftrag, alle staatlich finanzierten und geförderten Alterssicherungssysteme zu vergleichen sowie Vorschläge für eine etwaige Neuregelung zu erarbeiten.

## Kommissionsmitglieder
| Fachbereich                                                    | Mitglied                                         | Bemerkung                                   |
| -------------------------------------------------------------- | ------------------------------------------------ | ------------------------------------------- |
| Volkswirtschaftslehre                                          | Helmut Meinhold Hans-Jürgen Krupp                | Vorsitzender stellvertretender Vorsitzender |
| Sozialrechtswissenschaft                                       | Bernd Baron von Maydell                          |                                             |
| Steuerrechtswissenschaft                                       | Hans-Peter Schneider                             |                                             |
| Verfassungsrehtswissenschaft                                   | Hans F. Zacher                                   |                                             |
| Finanzwissenschaft                                             | Konrad Littmann                                  |                                             |
| Sozialversicherungspraxis                                      | Rudolf Kolb                                      |                                             |
| Landesvertreter                                                | Kurt Mähler Heinz Ströer                         |                                             |
| Bundestagsfraktion der CDU/CSU                                 | Heinrich Franke Horst Günther                    | bis November 1982 seit Dezember 1982        |
| Bundestagsfraktion der FDP                                     | Hansheinrich Schmidt                             | bis März 1983                               |
| Bundestagsfraktion der Die Grünen                              | Willi Hoss                                       | seit September 1983                         |
| Bundestagsfraktion der SPD                                     | Eugen Glombig                                    |                                             |
| Deutscher Gewerkschaftsbund                                    | Alfred Schmidt Gerhard Schmidt Gustav Fehrenbach | bis August 1982 seit September 1982         |
| Deutsche Angestelltengewerkschaft                              | Hans-Heinrich Rubbert                            |                                             |
| Deutscher Beamtenbund                                          | Karl Klein                                       |                                             |
| Bundesvereinigung der Deutschen Arbeitgeberverbände            | Werner Dräger Fritz Schnabel                     |                                             |
| Deutscher Frauenrat                                            | Irmgard Blättel                                  |                                             |
| Verband Deutscher Rentenversicherungsträger                    | Helmut Kaltenbach                                |                                             |
| Gesamtverband der landwirtschaftlichen Alterkassen             | Günther Janßen                                   |                                             |
| Arbeitsgemeinschaft Berufsständischer Versorgungseinrichtungen | Hans Hermann Reusch                              |                                             |
| Arbeitsgemeinschaft für betriebliche Altersversorgung          | Gerhard Höhne                                    |                                             |
| Verband der Lebensversicherungs-Unternehmen                    | Gerhard Laskowski                                |                                             |
| Versorgungsanstalt des Bundes und der Länder                   | Karl-Heinz Kiefer                                |                                             |
| Vereinigung der kommunalen Arbeitgeberverbände                 | Jakob Berger                                     |                                             |

## Arbeit der Kommission
Die Sachverständigenkommission kam am 30. Juni 1981 zum ersten Mal im Gustav-Heinemann-Haus in Bonn zusammen. Die weiteren 18 Tagessitzungen fanden im neuen Abgeordnetenhochhaus des Bundestages in Bonn statt. Drei mehrtägige Klausurtagungen (Schwäbisch Hall, Bad Mergentheim und Würzburg) kamen noch dazu. Das Gutachten wurde am 19. November 1983 verabschiedet. Danach erfolgte die Übergabe an die Bundesregierung sowie bei einer Pressekonferenz an die Öffentlichkeit.
Die geschäftsmäßige Betreuung der Kommission erfolgte durch den Bundesminister für Arbeit und Sozialordnung. Eine empirische Erhebung wurde auftragsgemäß durch Infratest Sozialforschung durchgeführt.

## Gutachten

### Berichtsband 1
Rechtlicher Vergleich der Alterssicherungssystem
Vergleich der Alterssicherungssysteme für abhängig Beschäftigte
Vergleich der Alterssicherungssysteme für Selbständige
Empirischer Vergleich der Altersicherungssysteme für abhängig Beschäftigte
Empfehlungen der Kommission

### Berichtsband 2
Darstellung der Alterssicherungssysteme und der Besteuerung von Alterseinkommen
Gesetzliche Rentenversicherung
Versorgung der Beamten, Richter und Soldaten
Zusatzversorgung der Arbeitnehmer im öffentlichen Dienst
Betriebliche Altersversorgung
Altershilfe für Landwirte
Berufsständische Versorgung
Lebensversicherung
Besteuerung von Alterseinkommen

### Anlageband A
Unterlagen zum empirischen und rechtlichen Vergleich der Alterssicherungssysteme
Zahlenunterlagen zur Alterssicherung der abhängig Beschäftigten
Sondererhebung aus dem Rentenzugang 1981
Sondererhebung aus dem Zugang der Beamtenversorgung 1982
Fragenkataloge zu den Notwendigkeiten und den Möglichkeiten einer Annäherung der Alterssicherungssysteme

### Anlageband B
Möglichkeiten und Grenzen einer Annäherung der Beamtenversorgung an die gesetzliche Rentenversicherung
Rechtsgutachten von Franz Ruland